# Ґронайни
Ґронайни (пол. Gronajny) — село в Польщі, у гміні Штум Штумського повіту Поморського воєводства.
Населення — 211 осіб (2011).
У 1975-1998 роках село належало до Ельблонзького воєводства.

## Демографія
Демографічна структура станом на 31 березня 2011 року:
|          | Загалом | Допрацездатний вік | Працездатний вік | Постпрацездатний вік |
| -------- | ------- | ------------------ | ---------------- | -------------------- |
| Чоловіки | 105     | 27                 | 71               | 7                    |
| Жінки    | 106     | 25                 | 69               | 12                   |
| Разом    | 211     | 52                 | 140              | 19                   |